# Spoorlijn Bréauté-Beuzeville - Gravenchon-Port-Jérôme
De Spoorlijn Bréauté-Beuzeville - Gravenchon-Port-Jérôme is een Franse spoorlijn van Bréauté naar Notre-Dame-de-Gravenchon. De lijn is 18,1 km lang en heeft als lijnnummer 362 000.

## Geschiedenis
De lijn werd in gedeeltes geopend door de Compagnie des chemins de fer de l'Ouest, van Bréauté-Beuzeville naar Bolbec op 20 juni 1881 en van Bolbec naar Lillebonne op 31 juli 1882. Op 20 oktober 1933 werd het gedeelte tot Gravenchon-Port-Jérôme voor goederenvervoer geopend door de Administration des chemins de fer de l'État. 
Het personenvervoer werd opgeheven in 1965, de lijn bleef daarna in gebruik voor het vervoer van goederen van en naar de petrochemische industrie van ExxonMobil en TotalEnergies.

## Aansluitingen
In de volgende plaatsen is er een aansluiting op de volgende spoorlijnen:
Bréauté-Beuzeville
RFN 340 000, spoorlijn tussen Paris-Saint-Lazare en Le Havre
RFN 359 000, spoorlijn tussen Bréauté-Beuzeville en Fécamp
Gravenchon-Port-Jérôme
RFN 362 506, raccordement maritime van Gravenchon

## Elektrische tractie
De lijn werd in 1969 geëlektrificeerd met een spanning van 25.000 volt 50 Hz. 

## Galerij

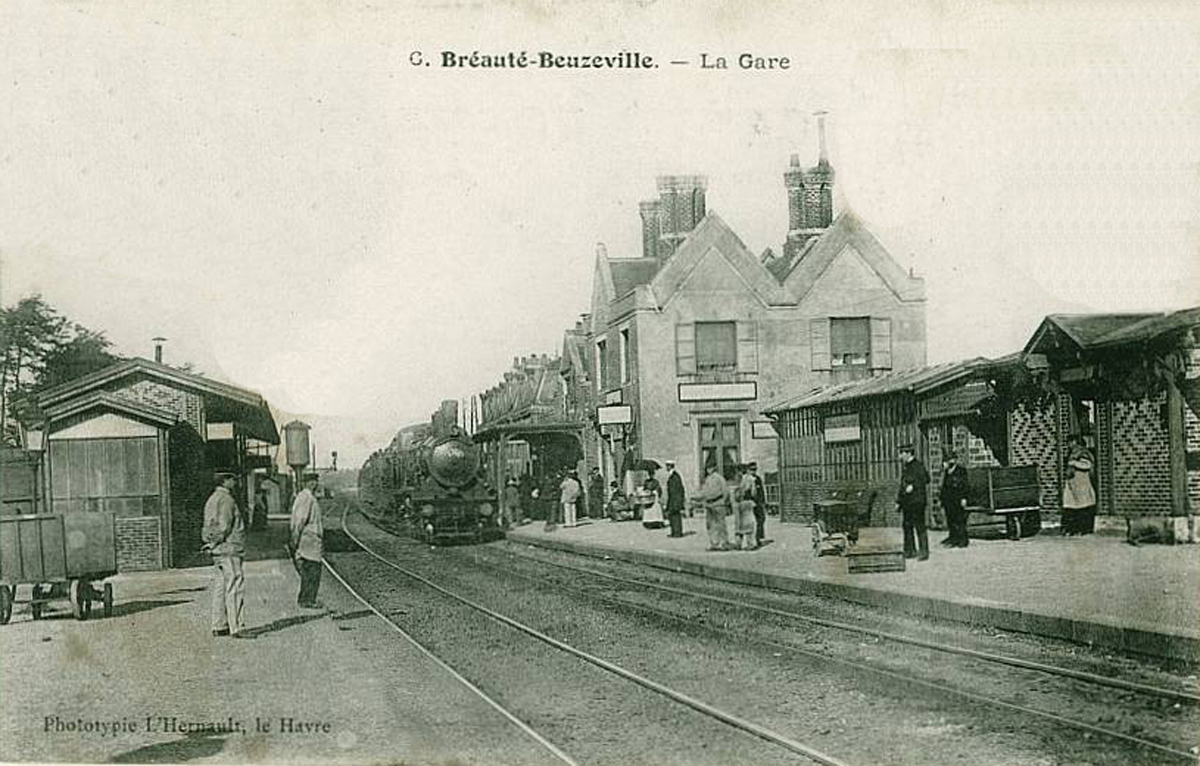
Station Bréauté rond 1900
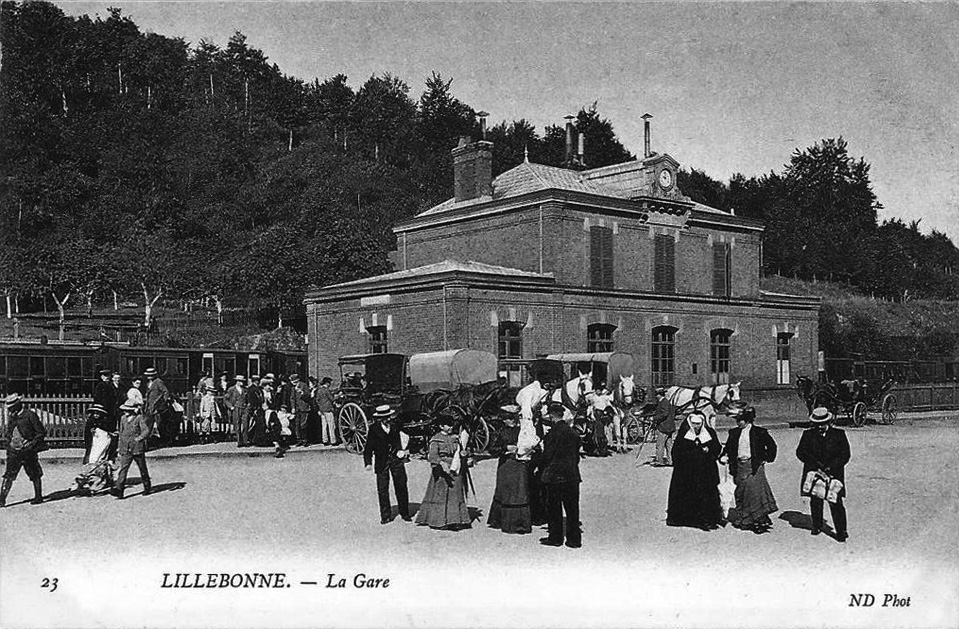
Station Lillebonne rond 1900